# Manewry „Tarcza 76”

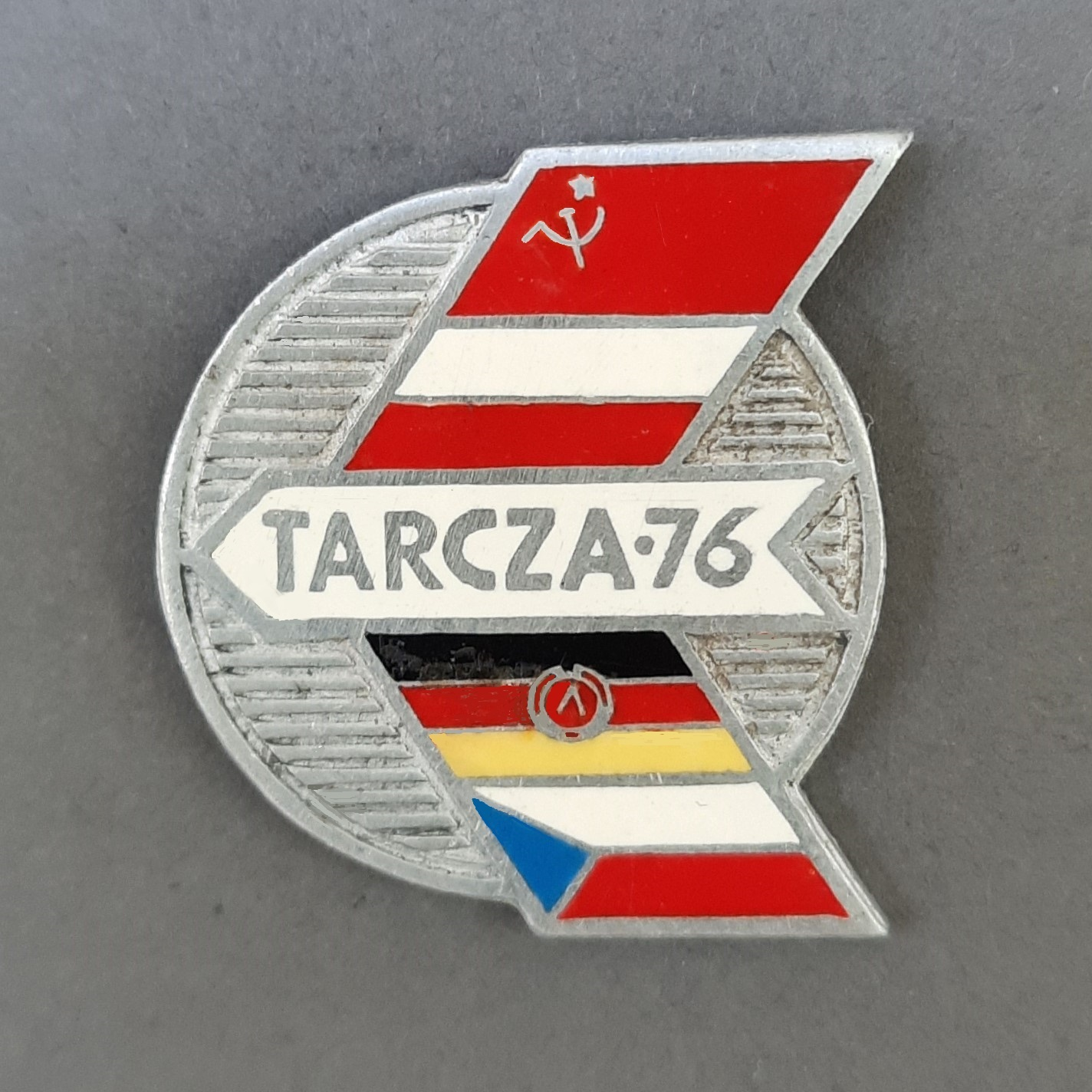
Znaczek upamiętniający manewry „Tarcza-76”

Manewry „Tarcza 76" – realizowane na terytorium Polski ćwiczenia jednostek Wojska Polskiego, Armii Radzieckiej, Czechosłowackiej Armii Ludowej i Narodowej Armii Ludowej NRD.
W manewrach uczestniczyło około 36000 żołnierzy, 700 czołgów, 750 transporterów opancerzonych, około 420 dział i moździerzy, 200 samolotów bojowych, 150 samolotów transportowych, 100 śmigłowców i ponad 5000 innych pojazdów mechanicznych.

## Przygotowanie ćwiczenia
Prace koncepcyjne w polskim Sztabie Generalnym rozpoczęto w styczniu 1975. Wstępny projekt został uzgodniony z naczelnym dowódcą wojsk Układu Warszawskiego marsz. Iwanem Jakubowskim. Część spraw konsultowano z gen. Siergiejem Sztiemienką. Zgodnie z planem przedsięwzięć szkoleniowych Zjednoczonych Sił Zbrojnych na lata 1976-1980 w ćwiczeniach, oprócz jednostek polskich, miały wziąć udział związki taktyczne i oddziały Armii Radzieckiej i Narodowej Armii Ludowej NRD, a ich kryptonim miał brzmieć: „Przymierze 76”. Jednak pod koniec 1975 ze Sztabu Zjednoczonych Sił Zbrojnych UW przyszła dyrektywa, aby uwzględnić w nich udział także sztabu armii i jednostek CSRS. Zmieniono też kryptonim manewrów.
Przed właściwymi manewrami zorganizowano szereg przedsięwzięć o charakterze szkoleniowym. Na poziomie centralnym przeprowadzono trening sztabowy „Marzec 76" i grę wojenną „Czerwiec 76". W Ośrodku Doskonalenia Dowodzenia Akademii Sztabu Generalnego ćwiczył sztab Frontu, dowództwo Armii wystawionej przez Pomorski Okręg Wojskowy i dowództwo 3 Armii Lotniczej. W czerwcu 1976 generalny inspektor szkolenia zrealizował ćwiczenia wojsk lotniczych pod kryptonimem „Orzeł 76" i wojsk obrony przeciwlotniczej „Tatry 76".
Szczególny nacisk kładziono na przygotowanie do manewrów jednostek Pomorskiego Okręgu Wojskowego. Zorganizowano między innymi:
- ćwiczenie „Edredon 76” z oddziałami 8 Dywizji Zmechanizowanej, 20 Warszawskiej Dywizji Pancernej i z wydzielonymi jednostkami Wojsk Obrony Powietrznej Kraju bazującymi na terenie okręgu;
- grę wojenną „Argus 76” z udziałem sztabu1 Armii, 20 Dywizji Pancernej i 6 Brygady Artylerii Armat;
- dwuszczeblowe ćwiczenia dowódczo-sztabowe „Orlik 76” z grupami operacyjnymi 8 DZ i 20 DPanc i wydzielonymi siłami i środkami rozpoznania wojskowego.

Osobnym torem biegły przygotowania w Wojskach Lotniczych. W obozie ćwiczebnym Biedrusko na mapach ćwiczyły sztaby dywizji i pułków lotniczych. Prace przygotowawcze zakończono na drogowym odcinku lotniskowym Nowe Laski i lotnisku Nadarzyce. Na tym ostatnim 49 pułk śmigłowców i pułk lotnictwa myśliwsko-bombowego szkoliły się w ramach ćwiczeń pk. „Pelikan”.

## Przebieg ćwiczenia
Tematem manewrów było: „odparcie uderzenia, przejście do działań zaczepnych i rozwinięcie operacji frontowej w warunkach forsowania przeszkód wodnych i wykorzystania desantów powietrznych oraz odpierania silnych przeciwuderzeń i okrążenia dużego zgrupowania wojsk nieprzyjaciela”. Kierownikiem ćwiczenia był minister obrony narodowej gen. Wojciech Jaruzelski, a sztabem kierownictwa kierował I zastępca szefa Sztabu Generalnego WP gen. Tadeusz Hupałowski. Na potrzeby ćwiczenia utworzono koalicyjny Front Północny w składzie czterech armii ogólnowojskowych (w tym dwóch polskich) i polskiej armii lotniczej. Na jego dowódcę wyznaczony został główny inspektor szkolenia Wojska Polskiego gen. Eugeniusz Molczyk.
Scenariusz ćwiczenia
Południowi (wojska NATO) rozpoczęli operację strategiczną i przekroczyli granicę państw Układu Warszawskiego. Po częściowym załamaniu ich natarcia, do działań wszedł Front Północny. Wykonywał on główne uderzenie w kierunku: Berlin–Kalbe–Verden nad Wezerą. W pierwszym etapie odparł on kolejne uderzenia Południowych i uzyskał panowanie w powietrzu. W kolejnym etapie jego wojska przeszły do działań zaczepnych. W trzeciej fazie ćwiczenia wojska obydwu stron przeszły do działań z użyciem broni masowego rażenia. Północni z jej pomocą odparli przeciwuderzenia Południowych, okrążyli główne zgrupowanie nieprzyjaciela i rozwinęli kolejną operację zaczepną.
Praktyczne działanie sztabów i wojsk
Manewry rozgrywały się na dwóch płaszczyznach – ćwiczeń dowódczo-sztabowych i praktycznych działań wojsk. Oba elementy powiązane były ściśle z sytuacją operacyjną.
W pierwszym etapie ćwiczące sztaby wypracowały decyzję odparcia napadu powietrznego przeciwnika siłami obrony przeciwlotniczej armii, lotnictwa frontu i Wojsk Obrony Powietrznej Kraju. W ramach epizodu poligonowego pułk lotnictwa myśliwskiego odpierał ataki wroga i obezwładniał jego systemy radioelektroniczne. W tym samym czasie na poligonie w Biedrusku oddziały polskiej 4 Pomorskiej Dywizji Zmechanizowanej, we współdziałaniu z 49 pułkiem śmigłowców, odpierały uderzenia wojsk pancernych nieprzyjaciela.
W drugim etapie ćwiczenia sztaby wypracowały decyzje do natarcia. Na poligonach Okonek i Borne Sulinowo czechosłowacka 8 Dywizja Pancerna ćwiczyła przełamanie przedniej rubieży obrony nieprzyjaciela oraz rozwinięcie natarcia. Na poligonie Nadarzyce wojska lotnicze obezwładniały nieprzyjacielskie obiekty. Nad lotniskiem ćwiczono walki powietrzne myśliwców. W kolejnym dniu ćwiczono na poligonie drawskim. Polska 20 Dywizja Pancerna i czechosłowacka 8 DPanc, działając jako drugi rzut zgrupowania operacyjnego, rozwijały natarcie w głębi obrony nieprzyjaciela i odpierały jego kontrataki. Działania wojsk lądowych wspierało lotnictwo. W rejonie Mirosławca samoloty 4 Dywizji Lotnictwa Myśliwskiego trenowały lądowanie i starty z przygotowanego w tym celu drogowego odcinka lotniskowego „Nowe Laski”.
W trzecim etapie ćwiczono działania z hipotetycznym użyciem broni jądrowej. Poszczególne sztaby ćwiczyły kierowanie wojskami rakietowymi w czasie wykonywania pierwszego uderzenia jądrowego. Na poligonie, w rejonie Krosna Odrzańskiego, 40 DPanc NAL NRD i radziecka 20 Zwienigorodzka Dywizja Pancerna przełamywały pośrednią rubież obrony wroga. Działania połączone były z forsowaniem Odry i wykorzystaniem taktycznego desantu śmigłowcowego. Po uchwyceniu przyczółków wojska inżynieryjne NRD i Armii Radzieckiej zbudowały mosty, po których przeprawiły się siły główne obu dywizji. Jeszcze tego samego dnia na poligonie w Wędrzynie inne pododdziały 40 DPanc NAL NRD likwidowały skutki użycia przez nieprzyjaciela broni masowego rażenia i odtwarzały gotowość bojową. Działania pododdziałów ogólnowojskowych wspierały batalion medyczny i batalion remontowy. Realizowano zabiegi sanitarne i dezaktywacyjne żołnierzy oraz sprzętu w punkcie sanitarnym. Jednocześnie ćwiczono tworzenie zbiorczego oddziału, który mógłby być ponownie użyty do prowadzenia działań bojowych. Ostatnim epizodem poligonowym było wspólne strzelanie amunicją bojową pododdziałów niemieckiej i radzieckiej dywizji pancernej. Na poligonach w Żaganiu, Trzebieniu i Świętoszowie ćwiczono rozwinięcie natarcia na nowym kierunku, bój spotkaniowy i rozbicie podchodzących odwodów przeciwnika. Ćwiczenia zakończyły się „użyciem” broni jądrowej przez Północnych, co zapewniło im zwycięstwo.

## Działania propagandowe
Na czas rozgrywania ważniejszych epizodów poligonowych, w rejon ćwiczeń zapraszani byli najważniejsi dostojnicy partyjni i państwowi. 13 września na poligonie w Drawsku żołnierzy odwiedzili I sekretarz KC PZPR Edward Gierek i przewodniczący Rady Państwa Henryk Jabłoński oraz inni partyjni dygnitarze. Na koniec pokazu delegacja partyjno-rządowa zwiedziła wystawę obrazującą zasady działania i dorobek różnych rodzajów wojsk. 15 września Edward Gierek wizytował żołnierzy radzieckich i wschodnioniemieckich na poligonie w Świętoszowie. Po południu I sekretarz wziął udział w "manifestacji przyjaźni i braterstwa". W uroczystościach na poligonie uczestniczyły delegacje wojskowe ze wszystkich czterech ćwiczących armii. Oprócz I sekretarza KC PZPR stawili się także ministrowie obrony narodowej: ZSRS – marsz. Dmitrij Ustinow, CSRS – gen. Martin Dzúr, Bułgarii – gen. Dobri Dżurow, Węgier – gen. Lajos Czinege, Rumunii – gen. Ion Coman, Kuby – gen. Raul Castro Ruz, szef Sztabu Generalnego NRD gen. Heinz Keßler, a także przedstawiciele sil zbrojnych Mongolii, Wietnamu i Jugosławii. Były przemówienia i wymiana upominków, a uroczystość zakończyły odegranie Międzynarodówk i salut 12 salw armatnich.